# Tchaharbagh
Pour les articles homonymes, voir Tchaharbagh (homonymie).

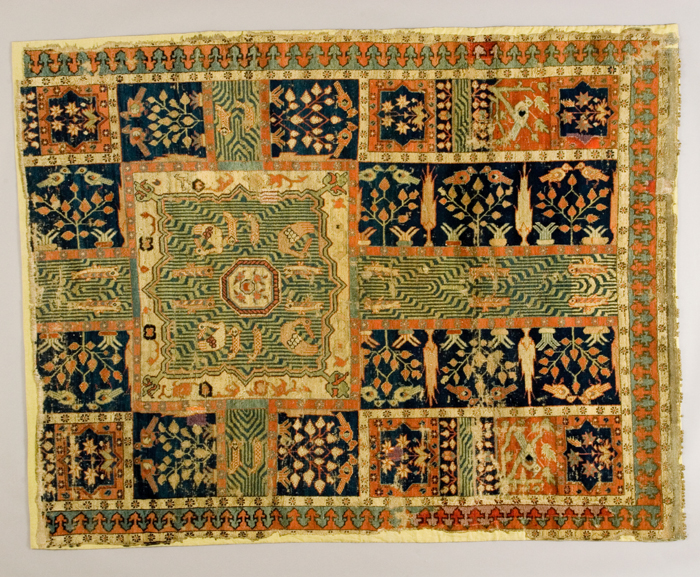
Tapis jardin représentant un tchaharbagh, 17-18e siècles

Un tchaharbagh (du persan چهارباغ / čahârbâġ, composé de چهار [« quatre »] et de باغ [« jardin »]) est un style de jardin persan, divisé en quatre parties par un plan en croix.

## Histoire
Le tchaharbagh tire son origine de la Perse achéménide, notamment « les quatre jardins » de l'ensemble royal de Pasargades sous Cyrus le Grand. Il est ensuite passé dans le monde hellénistique (aux environs du IVe siècle av. J.-C.), puis dans le monde romain (au Ier siècle av. J.-C.). Au Moyen Âge, les ecclésiastiques chrétiens férus d'auteurs antiques (Dioscoride, Pline l'Ancien...), reprennent des éléments du jardin romain (et donc du jardin persan), notamment la structure du chahar-bagh qui symbolise pour eux la croix du Christ. Dans le monde musulman apparait une forme particulière de chahar-bagh : concrètement un ensemble de deux tchahar-bagh côte à côte, soit huit parties représentant les huit portes du paradis, le tout divisé par quatre canaux, représentant les quatre fleuves du paradis. À la renaissance, les jardins antiques redevenant à la mode, on retrouve le plan en croix typique dans les jardins à l'italienne et les jardins à la française.

## Conception
Le tchaharbagh est divisé par un plan en croix, de type croix latine (avec un axe plus long que les autres) ou de type croix grecque (les 4 axes étant de même longueur). On trouve aussi souvent un type de tchahar-bagh de type croix de saint André.
Ce plan en croix peut être marqué par 4 canaux ou 4 sentiers, avec souvent au centre une fontaine ou un puits.